# Piyale Pascha

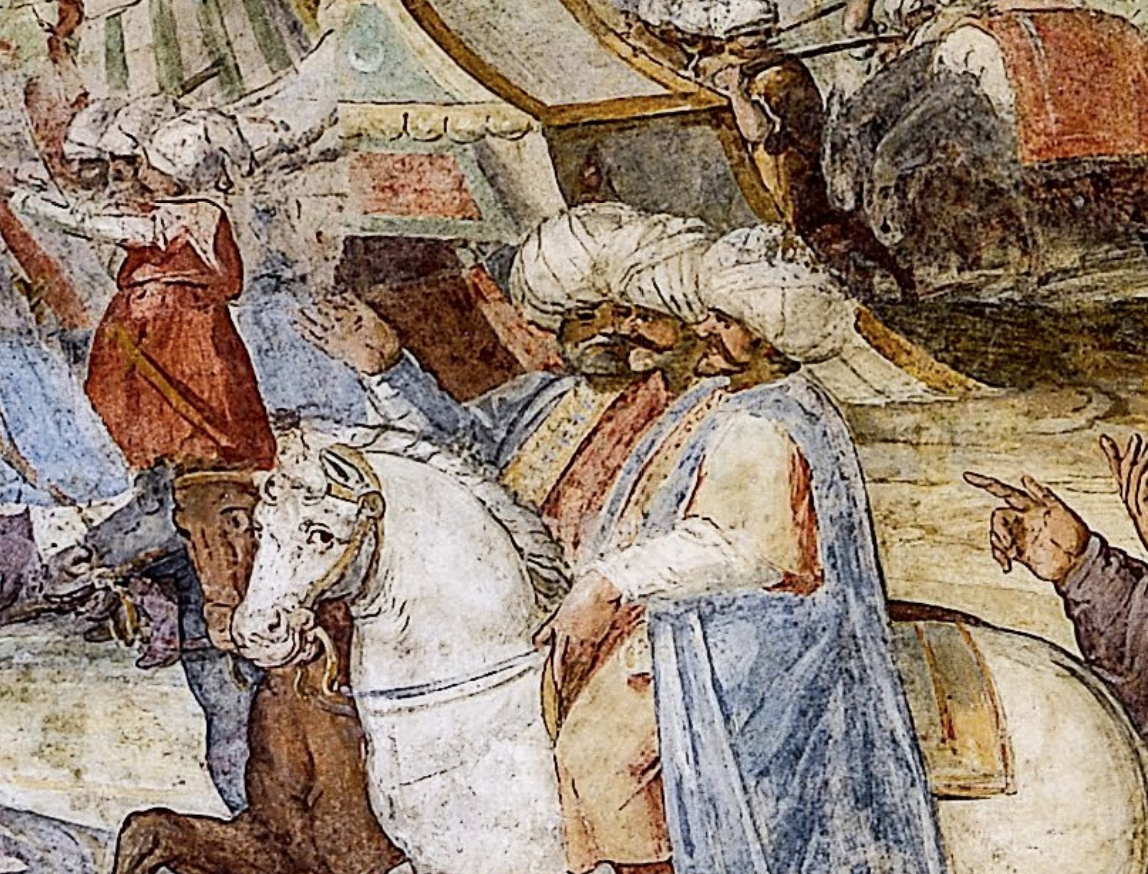
Piyale Pascha (rechts) mit Dragut und Mustafa während der Belagerung von Malta (Fresko im Großmeisterpalast von Valletta)

Piyale Pascha (türkisch Piyale Paşa, * um 1515 in Viganj, Halbinsel Peljesac, damals Republik Ragusa, heute Kroatien; † 21. Januar 1578 in Konstantinopel, heute Türkei) war ein osmanischer Admiral und Wesir.
Nach Ausbildung an der sultanischen Akademie Enderûn in Konstantinopel erhielt Piyale den Rang Kapıcıbaşı und wurde zum Provinzgouverneur (Sandschak Bey) von Gallipoli ernannt.

## Admiral der osmanischen Marine
1554 wurde er zum Admiral befördert und zum Bahriye Beylerbeyi (etwa: Erster Lord der Admiralität) ernannt. Im gleichen Jahr verwüstete er mit einer großen Flotte, zu der auch Turgut Reis und Salih Reis mit ihren Geschwadern gehörten, Elba und Korsika. Im folgenden Jahr beauftragte ihn Sultan Süleyman der Prächtige, mit einer Flotte den französischen König Franz II. gegen das habsburgische Spanien zu unterstützen. Die osmanische Flotte traf bei Piombino auf eine spanische, zwang diese zum Rückzug, und eroberte dann mehrere spanische Küstenfestungen.
1558 landeten Piyale und Turgut Reis bei Sorrent, wo sie die umliegende Gegend brandschatzten und Sklaven erbeuteten, und suchten danach die Balearen heim. Diese Erfolge brachten Piyale die Ernennung zum Pascha.

## Seeschlacht von Djerba
Um der osmanischen Bedrohung zu begegnen, brachte Philipp II. von Spanien 1560 eine Allianz zusammen, der außer Spanien noch der Vatikan, die Republik Venedig, die Republik Genua, das Herzogtum Savoyen und die Malteser angehörten. Die Flotte des Bündnisses sammelte sich bei Messina, bestand aus etwa 200 Schiffen und 30,000 Soldaten und war unter dem Oberbefehl von Giovanni Andrea Doria, einem Großneffen von Andrea Doria.
Am 12. März 1560 eroberten die Verbündeten die Insel Djerba, die auf Grund ihrer geografischen Lage die Seewege zwischen Algier, Tunis und Tripolis beherrschte. Daraufhin entsandte Sultan Süleyman eine Flotte von 120 Schiffen unter Piyale Pascha, die am 9. Mai vor Djerba eintraf. Die Schlacht dauerte bis zum 14. Mai. Die osmanische Flotte, die am dritten Tag von Turgut Reis mit seinen Schiffen verstärkt worden war, besiegte die christliche Flotte entscheidend. Die Verbündeten verloren etwa 60 Galeeren und 20.000 Mann, aber Giovanni Andrea Doria konnte entkommen. Die Osmanen besetzten Djerba aufs Neue. Piyale Pascha wurde bei seiner Rückkehr nach Konstantinopel entsprechend gefeiert, und er erhielt eine Tochter von Süleymans Sohn Selim II. zur Frau.
1563 eroberte Piyale Pascha als Verbündeter Frankreichs Neapel und das umliegende Hinterland; Frankreich konnte die Stadt jedoch nicht gegen einen erneuten spanischen Angriff verteidigen und verlor sie wieder.

## Belagerung von Malta
1565 wurden Piyale Pascha und der General Lala Mustafa von Süleyman beauftragt, Malta zu erobern und die Malteser-Ritter von dort zu verjagen. Trotz monatelanger Belagerung von Mai bis September gelang dieses Unterfangen nicht, da die Ritter sich erbittert wehrten und den türkischen Belagerern schwere Verluste zufügten. Dabei fand auch Turgut Reis den Tod. Als schließlich ein Entsatzheer von Sizilien aus auf Malta landete, befahlen Piyale und Mustafa, im Glauben, es handele sich um eine große Streitmacht, den Abzug der Belagerer.
1566 eroberte Piyale die Insel Chios und beendete damit die Präsenz Genuas in der Ägäis. Danach führte er noch einmal eine Flotte nach Süditalien, wo sie die apulische Küste heimsuchte.
1568 wurde Piyale Pascha zum Wesir ernannt. Er war der erste osmanische Admiral, dem diese Ehre zuteilwurde.

## Eroberung von Zypern
Am 17. April 1570 führte Piyale Pascha eine osmanische Flotte von 110 Galeeren und Fusten von Konstantinopel nach Rhodos, um die Eroberung Zyperns, der letzten größeren Besitzung Venedigs im östlichen Mittelmeer, vorzubereiten. Ihm folgte vier Wochen später Kapudan Pascha Ali Pascha mit der osmanischen Transportflotte von insgesamt mehr als 280 Schiffen und 50.000 Mann Landtruppen unter dem Befehl von Lala Mustafa. Die ersten Truppen landeten auf Zypern am 3. Juli. Nachdem alle Truppen ausgeschifft waren, segelte Ali Pascha mit einem Teil der Flotte in die südliche Ägäis, wo er die christliche Entsatzflotte bedrohte und sie schließlich zum Rückzug zwang, während Piyale Pascha mit dem anderen Teil der Flotte Zypern absicherte. Am 22. Juli begann die Belagerung von Nikosia. Die Stadt fiel am 9. September, gefolgt in den nächsten Tagen von Paphos, Limassol und Larnaka. Am 18. September begann die Belagerung von Famagusta, der letzten venezianischen Festung auf der Insel. Die Verteidiger widerstanden bis zum 1. August 1571. Dann waren sie am Ende, und Zypern wurde dem osmanischen Reich einverleibt.
Für Piyale Pascha hatte Zypern ein unerfreuliches Nachspiel. Er hatte eine große Galeone mit den auserlesensten Gefangenen von Nikosia beladen lassen, um sie dem Großwesir Sokollu Mehmed Pascha zukommen zu lassen. Am 3. Oktober zerstörte eine gewaltige Explosion das Schiff und zwei daneben liegende im Hafen von Famagusta. Drei Tage später segelte Piyale mit dem Gros seiner Flotte nach Rhodos, wo er seine eigene Kriegsbeute entlud, bevor er dann mit 130 Schiffen nach Konstantinopel zurückkehrte. Dort erwartete ihn ein ungehaltener Großwesir, der ihm vorwarf, die christliche Flotte nicht nach Kreta verfolgt zu haben (ihm vermutlich jedoch wesentlich mehr wegen der ihm selbst entgangenen Beute und Piyales eklatanter Selbstbereicherung grollte). Piyale Pascha wurde gestattet, in den Ruhestand zu gehen. Vermutlich rettete ihm seine Ehe mit des Sultans Tochter das Leben.

## Letzte Unternehmungen
Nach der Niederlage der türkischen Flotte unter Ali Pascha in der Seeschlacht von Lepanto 1571 wurde Piyale Pascha erneut zum Oberbefehlshaber der Flotte berufen. Er ließ die vor Lepanto verlorenen Schiffe in kürzester Zeit durch Neubauten ersetzen und sicherte den Osmanen schon sechs Monate später wieder die unangefochtene Vorherrschaft über das östliche Mittelmeer. 1573 landete er noch einmal in Apulien. 1574 eroberten er und Kilic Ali Pascha Tunis von der von Spanien unterstützten Hafsidischen Dynastie zurück, ehe er sich dann ins Privatleben zurückzog.
Piyale Pascha starb am 21. Januar 1578 und wurde in der Piyale Pascha Moschee in Konstantinopel beerdigt. Die türkische Marine benannte später mehrere ihrer Schiffe nach ihm.